# XY Волка
XY Волка (лат. XY Lupi) — одиночная переменная звезда в созвездии Волка на расстоянии приблизительно 8374 световых лет (около 2567 парсеков) от Солнца. Видимая звёздная величина звезды — от +14,2m до +12,8m.

## Характеристики
XY Волка — жёлтая пульсирующая переменная звезда типа RR Лиры (RR) спектрального класса G. Радиус — около 5,92 солнечных, светимость — около 22,788 солнечных. Эффективная температура — около 5183 K.